# Relazione Lytton

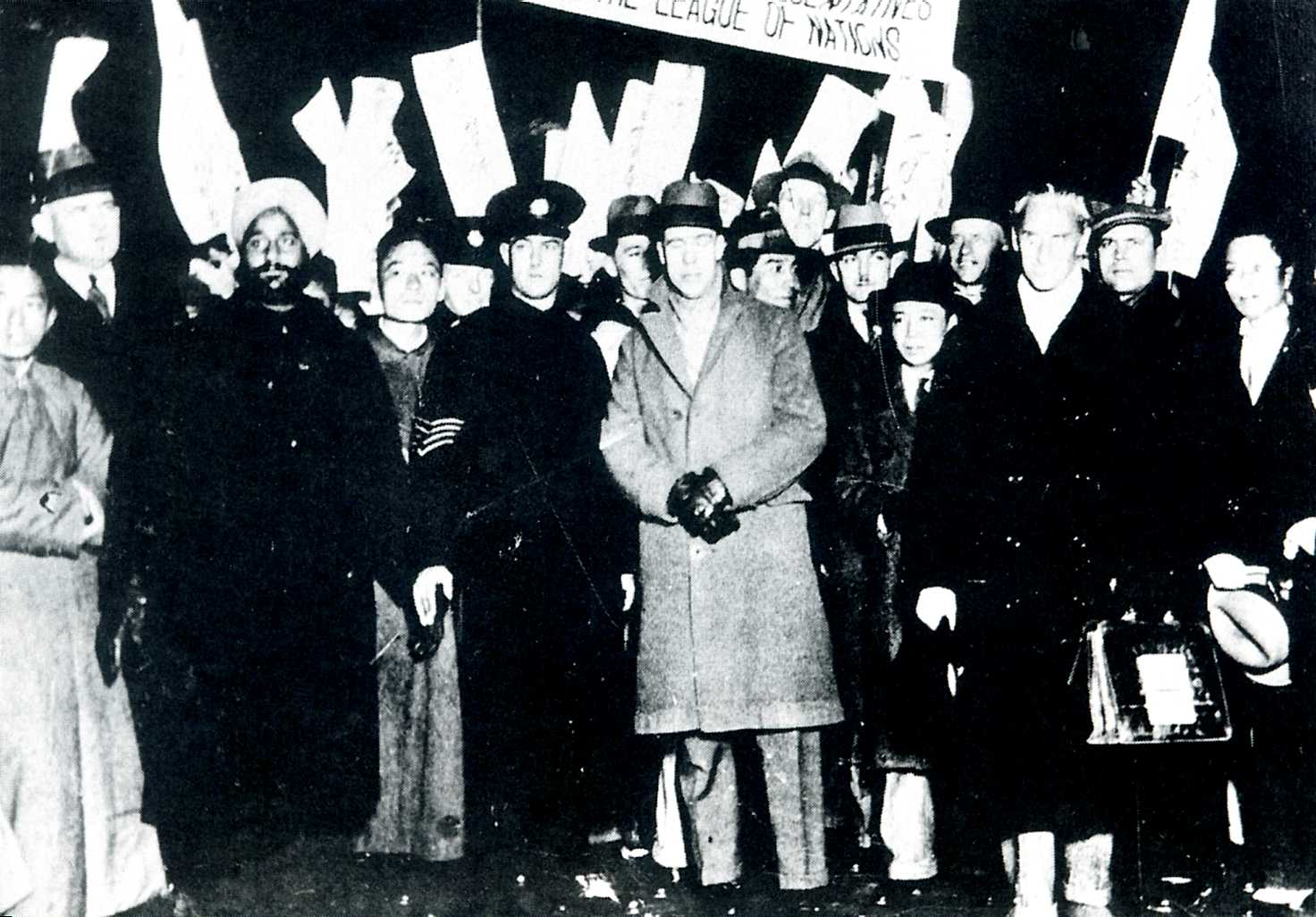
I membri della Commissione Lytton a Shanghai (Lord Lytton è al centro della foto col cappotto chiaro)

La Relazione Lytton (リットン報告書?, Ritton Hōkokusho) furono le conclusioni della Commissione Lytton, incaricata nel 1931 dalla Società delle Nazioni di determinare le cause dell'Incidente di Mukden, evento che portò alla conquista della Manciuria da parte dell'Impero del Giappone.
La commissione di cinque membri, guidata dal politico britannico Lord Victor Bulwer-Lytton, annunciò le sue conclusioni nell'ottobre del 1932. Dichiarò che il Giappone era l'aggressore, aveva erroneamente invaso la Manciuria e che essa doveva essere restituita ai cinesi. Sostenne anche che lo stato fantoccio giapponese del Manciukuò non avrebbe dovuto essere riconosciuto e raccomandò l'autonomia della Manciuria sotto la sovranità cinese. L'Assemblea Generale della Società delle Nazioni adottò la relazione e il Giappone lasciò la Società. Le raccomandazioni entrarono in vigore dopo che il Giappone si arrese nel 1945.

## La Commissione
La Commissione Lytton, guidata da Lytton per la Gran Bretagna, comprendeva altri quattro membri: il maggior generale Frank Ross McCoy (Stati Uniti), il dottor Heinrich Schnee (Germania), il conte Luigi Aldrovandi Marescotti (Italia) e il generale Henri Claudel (Francia). Il gruppo trascorse sei settimane in Manciuria nella primavera del 1932 (nonostante fosse stato inviato nel dicembre dell'anno precedente) in una missione d'inchiesta dopo aver incontrato i capi di governo della Repubblica di Cina e del Giappone. Si sperava che la relazione avrebbe disinnescato le ostilità tra il Giappone e la Cina e contribuito, dunque, a mantenere la pace e la stabilità nell'Estremo Oriente.

## La Relazione Lytton

La Commissione Lytton mentre indaga sul punto dell'esplosione della ferrovia.

La Relazione Lytton conteneva un resoconto della situazione in Manciuria precedente al settembre 1931, quando ebbe luogo l'incidente di Mukden mentre l'esercito giapponese (senza l'autorizzazione del governo giapponese) conquistava la grande provincia cinese della Manciuria. La relazione descriveva le insoddisfacenti caratteristiche dell'amministrazione cinese e dava peso alle diverse richieste e alle lamentele del Giappone. Procedette poi con una narrazione degli eventi in Manciuria successivi al 18 settembre 1931, sulla base delle prove di molti partecipanti e su quella dei testimoni oculari. Dedicò particolare attenzione alle origini e allo sviluppo dello Stato del Manciukuò, che era già stato proclamato nel momento in cui la Commissione aveva raggiunto la Manciuria. Prestò inoltre attenzione alla questione degli interessi economici del Giappone in Cina, con particolare riferimento alla Manciuria, e alla natura e agli effetti del boicottaggio anti-giapponese praticato dalla Cina. Vennero anche menzionati gli interessi dell'Unione Sovietica nella regione. Infine, la Commissione presentò uno studio delle condizioni nelle quali, a suo giudizio, avrebbe dovuto conformarsi qualsiasi soluzione soddisfacente e fece varie proposte e suggerimenti su come potesse essere realizzato un accordo che incarnasse questi principi.
Tuttavia la relazione non affrontò direttamente uno dei suoi obiettivi principali: la causa dell'incidente di Mukden. Invece espose semplicemente la posizione giapponese (secondo la quale i cinesi erano completamente responsabili) senza alcun commento circa la verità o la falsità delle rivendicazioni giapponesi. Anche se tra i cinque membri della commissione non c'era alcun dubbio che fosse stato il Giappone stesso a causare l'incidente al fine di usare l'episodio come pretesto per l'invasione, Claudel insistette affinché il Giappone non venisse rappresentato come aggressore.
Nonostante la cura nel preservare l'imparzialità tra i punti di vista contrastanti di Cina e Giappone, l'effetto della relazione venne considerato come una sostanziale rivendicazione degli interessi cinesi su questioni più fondamentali. In particolare, la Commissione dichiarò che le operazioni dell'esercito imperiale giapponese a seguito dell'incidente di Mukden non potevano essere considerate legittima autodifesa. Per quanto riguardava il Manciukuò, la relazione concluse che il nuovo Stato non avrebbe potuto essere costituito senza l'intervento delle truppe giapponesi, che non aveva il supporto generale cinese e che non faceva parte di un vero e spontaneo movimento indipendente. Eppure, la relazione dichiarò che sia la Cina che il Giappone avevano rimostranze legittime. Il Giappone, affermava il testo, approfittò di diritti discutibili e la Cina ostacolò l'esercizio dei suoi indubbi diritti. Il corrispondente di Ginevra del Daily Telegraph disse: "La relazione, che è stata approvata all'unanimità, propone che a Cina e Giappone debbano essere dati tre mesi per accettare o rifiutare le raccomandazioni. Si spera che le parti accettino i negoziati diretti."
Anche il corrispondente francese dello stesso giornale usò toni simili: "La relazione insiste sul ritiro delle truppe giapponesi nella zona ferroviaria della Manciuria meridionale, raccomanda l'istituzione di un organismo sotto la sovranità della Cina che tenga in considerazione le circostanze in Manciuria, tenendo conto dei diritti e degli interessi del Giappone, e la formazione di un comitato di negoziazione per l'applicazione di questa ed altre raccomandazioni."

## Conseguenze
La relazione Lytton venne resa pubblica il 2 ottobre 1932, ma il governo giapponese già da settembre aveva ufficialmente esteso il riconoscimento diplomatico allo stato fantoccio del Manciukuò. Quando nel febbraio del 1933 i risultati della relazione vennero annunciati prima dell'Assemblea Generale della Società delle Nazioni, ed una mozione portò a condannare il Giappone come aggressore, la delegazione giapponese, guidata dall'ambasciatore Yōsuke Matsuoka, uscì dal congresso. Il Giappone diede formale annuncio del suo ritiro dalla Società delle Nazioni il 27 marzo 1933. Gli Stati Uniti annunciarono la dottrina Stimson, che avvertiva il Giappone che le aree ottenute dalla conquista non sarebbero state riconosciute.
Alla fine, la relazione Lytton servì fondamentalmente a mostrare le debolezze della Società delle Nazioni e la sua incapacità di far rispettare le proprie decisioni. La situazione venne complicata dalla quantità di tempo impiegato dalla Commissione Lytton nella preparazione della relazione, durante il quale il Giappone fu in grado di assicurarsi saldamente il proprio controllo sulla Manciuria e fu quindi nella posizione di poter rifiutare impunemente la condanna della Società.

## Controversie
La Commissione Lytton venne istituita su iniziativa dei giapponesi, rendendo l'intera commissione discutibile quando il Giappone si ritirò dalla Società delle Nazioni nel 1933.